# Naimlap
Ñaimlap, Naimlap o Ñamla (nombre de probable origen mochica) es un personaje mitológico del antiguo Perú y habría sido el fundador del reino de Sicán. De acuerdo a relatos recogidos por cronistas españoles, como Miguel Cabello de Balboa en su Miscelánea Antártica (1586); provino del mar (Pacífico), trayendo la civilización a las tierras lambayecanas (norte del actual Perú), donde fundó un reino o señorío en el que se sucedieron varios reyes (cultura lambayeque), antes de ser conquistado por los chimúes. No es claro si tal tradición oral respondía a acontecimientos y personajes históricos reales.
En el arte precolombino se le representa con rasgos antropomorfos y zoomorfos combinados (preferentemente de ave). Para Federico Kauffmann Doig, es una versión más del dios andino del agua.

## Onomástica

#### Documentación del nombre
Apenas dos son las fuentes documentales coloniales sobre el personaje y sobre su nombre. La primera mención escrita de este personaje mítico proviene del cronista español Miguel Cabello Balboa, que en su Miscelánea Antártica de 1586 (versión de New York) registra el nombre propio variablemente como ⟨Naymlap⟩, ⟨Nainlap⟩ y ⟨Nailamp⟩. Dos siglos después, Justo Modesto Rubiños y Andrade, siguiendo también relatos orales, relata básicamente la misma leyenda en su Succesion chronológica o serie historial de los Curas de Mórrope, y Pacora en la Provincia de Lambayeque del Obispado de Truxillo del Perú (editada recién en el siglo XX). Rubiños y Andrade anota el nombre del personaje variablemente como ⟨Ñamla⟩ o ⟨Namla⟩.

#### Atribución lingüística y reconstrucción formal
Por la ubicación geográfica y las características fonético-fonológicas, el nombre es consensualmente atribuido al idioma mochica. Esta lengua fue hablada en el actual departamento de Lambayeque durante la colonia y es consensualmente atribuida al señorío de Sicán.
El filólogo andino Rodolfo Cerrón-Palomino adjudica a una errata la forma ⟨Nailamp⟩ por presentar un grupo consonántico doble /mp/ a final de palabra, inusitado en la fonología del mochica. Es también ajena a esa lengua la presencia de segmentos prenasalizados como [ᵐp] que podrían ser escritos mediante ⟨mp⟩. Matthias Urban y Rita Eloranta la consideran una forma derivada mediante un proceso de metátesis. A partir de la comparación de fuentes y el análisis fonotáctico, Cerrón-Palomino reconstruye como original la forma */naimlap/ [najm.lap]; por su parte, el antropólogo Federico Kauffman Doig reconstruye */ñañlap/ [ɲaɲ.lap][cita requerida] y los lingüistas Urban y Eloranta postulan la forma original *⟨Ñaimlap⟩ */ñaiñlap/ [ɲajm.lap].

#### Propuestas etimológicas
La etimología del nombre propio es todavía un asunto no cerrado. El mismo Rubiños y Andrade ofrece un significado para ⟨Ñamla⟩ como "significa ave (o gallina) de la agua en la lengua Indica," etimología que parece responder a analizar el nombre como un compuesto mochica ñaiñ-la ‘ave-agua’. Sin embargo, el mochica presentaba un orden de compuestos morfológicos modificador-núcleo, por lo que el compuesto así analizado debería traducirse en todo caso como ‘agua de ave(s)’. La relación del nombre propio con ñaiñ ‘ave, gallina’ sí ha sido respaldada por Kauffman[cita requerida] y por Urban y Eloranta. Estos últimos investigadores intentan reforzar su argumento relacionando el nombre propio con ñampal, el nombre en el castellano local contemporáneo para el águila pescadora (Pandion haliaetus). Posteriormente, la propia Eloranta ha puesto en duda la confiabilidad de esta última asociación.

## Mitología

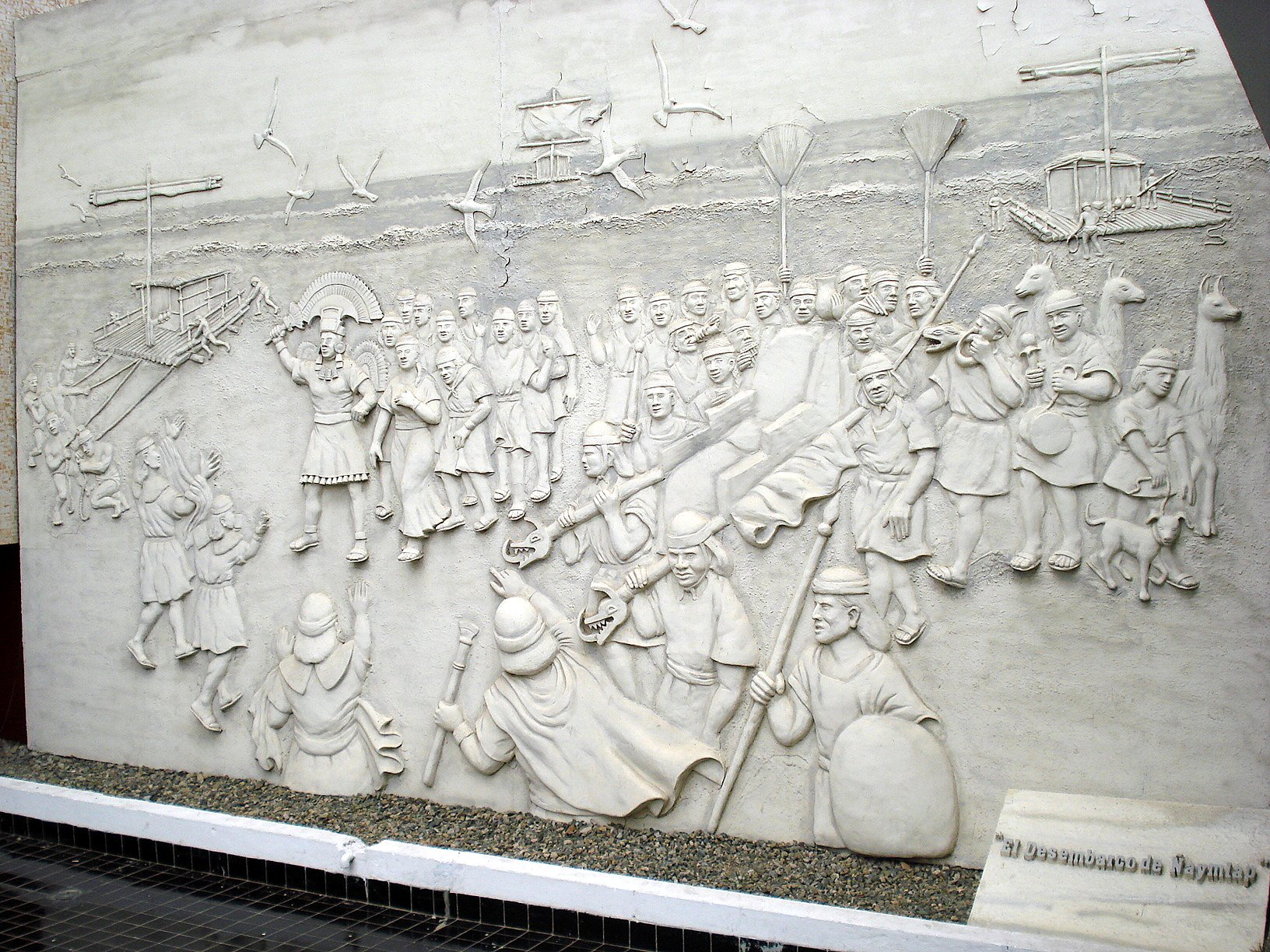
Desembarco de Ñaimlap, en el Museo Brüning

### Crónica de la Leyenda de Naimlap
La historia del relato de Balboa menciona que proveniente del sur y al frente de unos caballitos de totora, Ñaimlap llegó a las costas lambayecanas, desembarcando en las playas de la hoy caleta San José y al pie de la desembocadura de un río que se llamó Faquisllanga o Faxllang (actual Río Lambayeque). Le acompañaba un séquito de funcionarios, versados en diferentes artes y oficios, entre los que se mencionan a Pita Zofi, Ñinacola, Ñinagintue, Fonga Sigde, Occhocalo, Xam Muchec, Ollopcopoc y el estimado Llapchiluli, así como su esposa Ceterni y varias concubinas. Se adentró unos 2 km de la costa, donde construyó un templo, al que nombró Chot (posiblemente la actual Huaca Chotuna) y en el colocó un ídolo de jade verde al que llamó Yampallec. De allí provendría el nombre de Lambayeque dado a la región. Dicho ídolo representaba al mismo Ñaimlap.
Ñaimlap sería pues el fundador legendario del reino de Sicán o Lambayeque de la cultura lambayeque en el siglo IX d. C. y al morir fue divinizado por sus hijos. Estos contaron que Ñaimlap era inmortal y que decidió convertirse en ave, regresando a su lugar de origen. La dinastía fundada por Ñaimlap, 12 en total incluyendo al fundador, gobernó los ricos valles de Lambayeque. Dichos reyes en orden sucesorio fueron:
1. Cium (hijo de Ñaimlap, casado con Zolzoloñi, tuvo 12 hijos varones como Nor)
2. Escuñain (presunto hijo y sucesor de Cium)
3. Mascuy
4. Cuntipallec
5. Allascunti
6. Nofan Nech
7. Mulumuslan
8. Llamecoll
9. Lanipat Cum
10. Acunta
11. Fempallec o Femllep (último rey y conquista chimú, imponen a un gobernador chimú de nombre Pongmassa) [13]

El último de dichos reyes, Fempallec, quiso cambiar de sitio el ídolo Yampallec, lo que acarreó la ira divina. Estando en ese trance, un demonio en forma de mujer se le apareció y lo tentó a tener relaciones carnales. Como castigo divino, hubo un gran diluvio que duró 30 días, al que sucedió un periodo de sequías y hambruna como nunca se había visto (posiblemente se trata de la descripción de los efectos de un severo fenómeno del Niño). Los sacerdotes culparon de los desastres a Fempallec, y en venganza, lo ataron de las manos y los pies, y lo echaron al mar. Así finalizó la rama principal de la dinastía de Ñaimlap. El valle de Lambayeque quedó sumido en el caos, disgregado en pequeños señoríos, seguidamente el reino chimú conquistó la región a finales del siglo XIV y puso a un nuevo gobernador principal para los locales, de origen chimú, de nombre Pongmassa, del cual descienden una lista de gobernadores que sobrevivieron a la posterior conquista inca hasta Secfunpisan durante la conquista española.

## Posible origen

### Teoría maya
El arqueólogo alemán Max Uhle vio en este mito un argumento más a favor de su teoría del origen mesoamericano de la cultura andina. Según Uhle, Ñaimlap habría sido un personaje maya venido de la lejana Centroamérica y que trasplantó su civilización a suelo peruano. Sin embargo la teoría inmigracionista de Uhle fue refutada por Julio C. Tello, quien demostró la antigüedad mayor de la civilización peruana con respecto a la maya. Hay que señalar también que la versión transmitida por Cabello Valboa dice que Ñaimlap provino de la “parte suprema” del Perú, es decir, del sur, más no del norte.

### Teoría arqueológica
Si bien es difícil asociar un personaje mítico a la evidencia arqueológica, algunos de los últimos descubrimientos arqueológicos nos pueden dar una idea de la élite gobernante asociada a este personaje. Sin embargo, dado el carácter de ser mitológico de Ñaimlap, es imposible establecer categóricamente de manera científica su origen. 
Las tumbas de élite encontradas nos muestran una élite gobernante multicultural. Mediante análisis de ADN mitocondrial, los arqueólogos han encontrado en mujeres enterradas en la Tumba Oeste de Huaca del Oro (Batán Grande) un claro patrón de vínculos con la población nativa (posiblemente moche) y otros grupos. Es así que la idea de Ñaimlap (un personaje principal de la élite) viniendo de otra región y mezclándose con la gente local es muy plausible. Además, los diversos artefactos encontrados en la Tumba Este vinculados a culturas ecuatorianas contemporáneas nos podría llevar a pensar que este personaje pudo haber venido del norte. Esto se refuerza con el gran acceso a conchas marinas de esta zona aparecidas en su tumba (Spondylus crassisquama).

## Representaciones artísticas
Muchos estudiosos concuerdan en que Ñaimlap está representado profusamente en el arte de la cultura lambayeque, siendo ejemplares emblemáticos el llamado tumi de oro o cuchillo de Íllimo y la máscara funeraria de oro de Batán Grande.[cita requerida]  Pero algunos, como Izumi Shimada, no comparten esta posición.[cita requerida]
En líneas generales, a Ñaimlap se le representa con rasgos antropomorfos y zoomorfos combinados, destacando los ojos almendrados (a veces llamados ojos alados) y alas que le brotan de los costados. Asimismo, suele estar ataviado con un tocado imponente (mitra o sombrero), signo de su alta jerarquía.[cita requerida]

### Prehispánicas

#### Tumis (cuchillos ceremoniales)

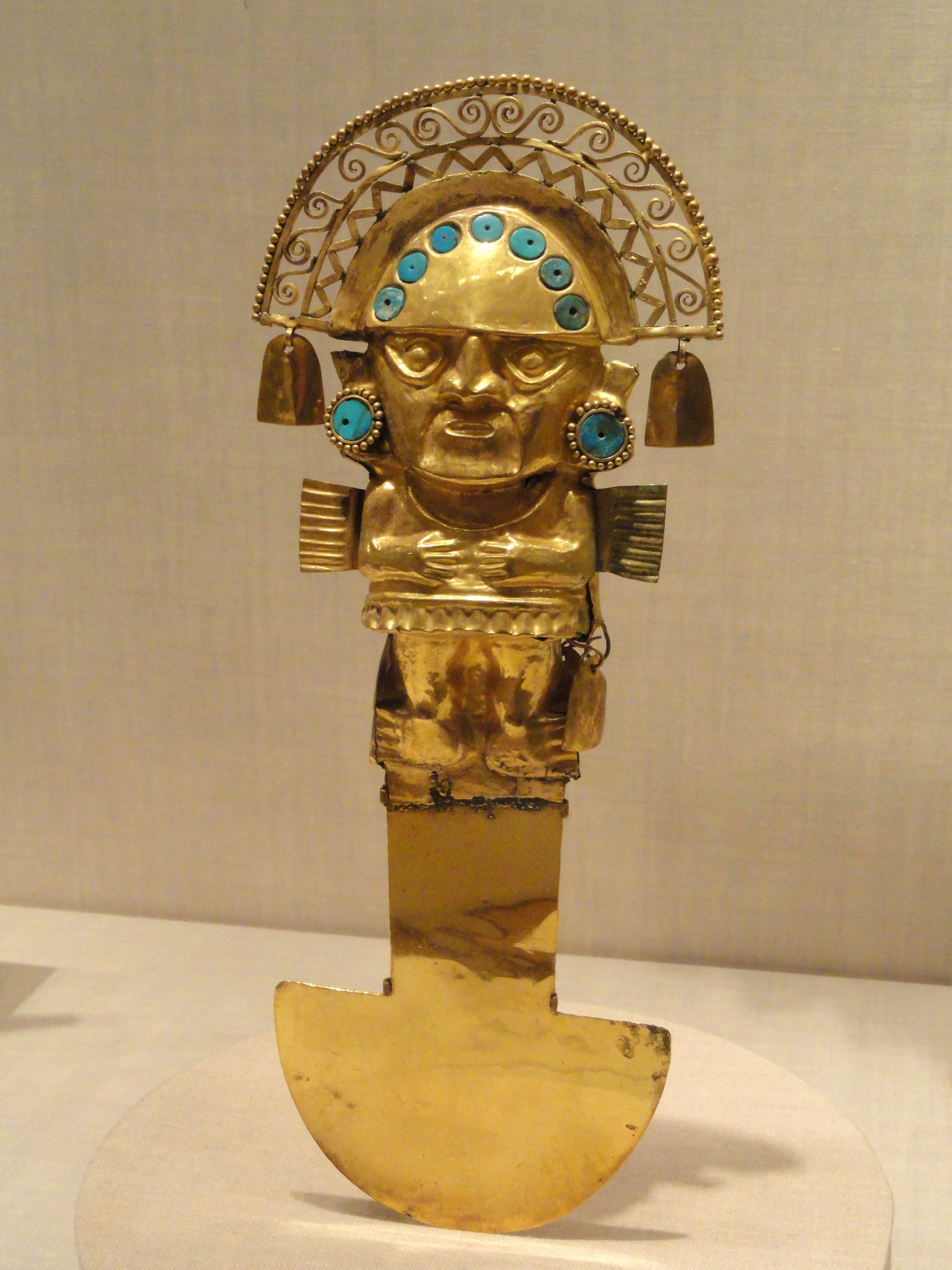
Tumi de oro
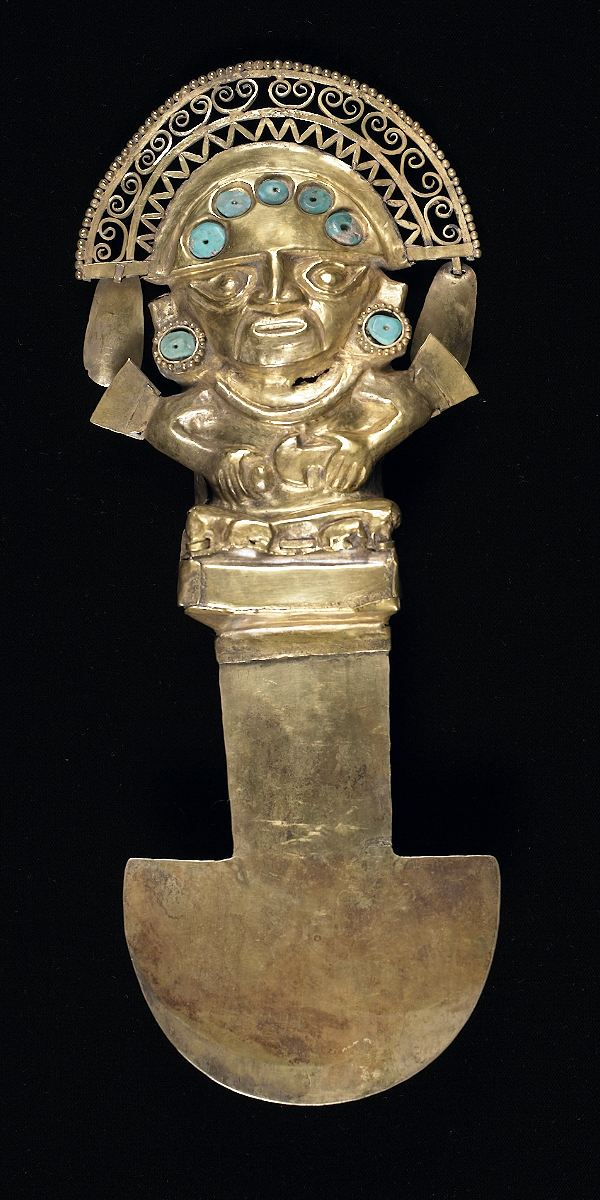
Otro tumi
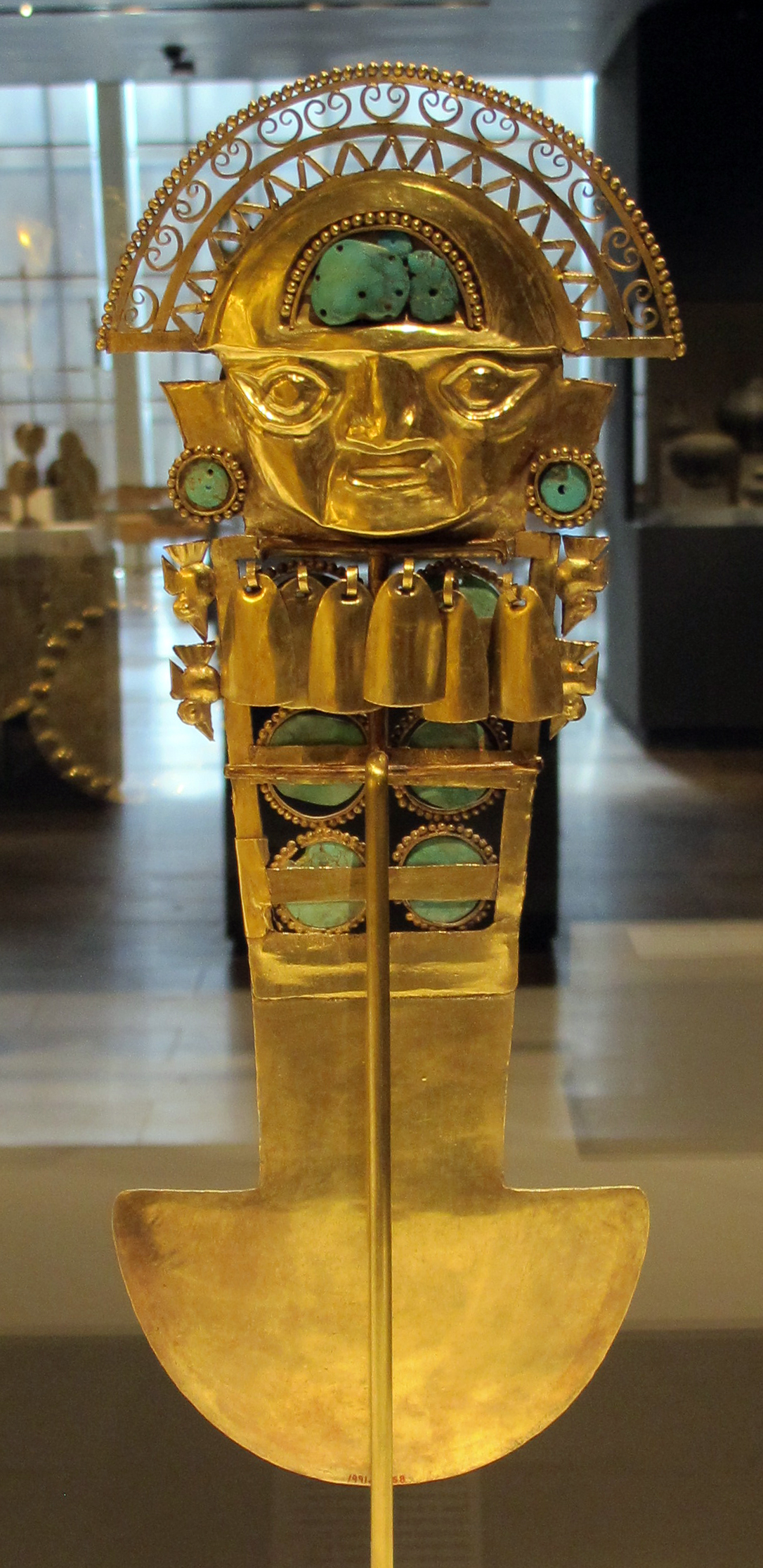
Tumi en el Museo Metropolitano de Arte
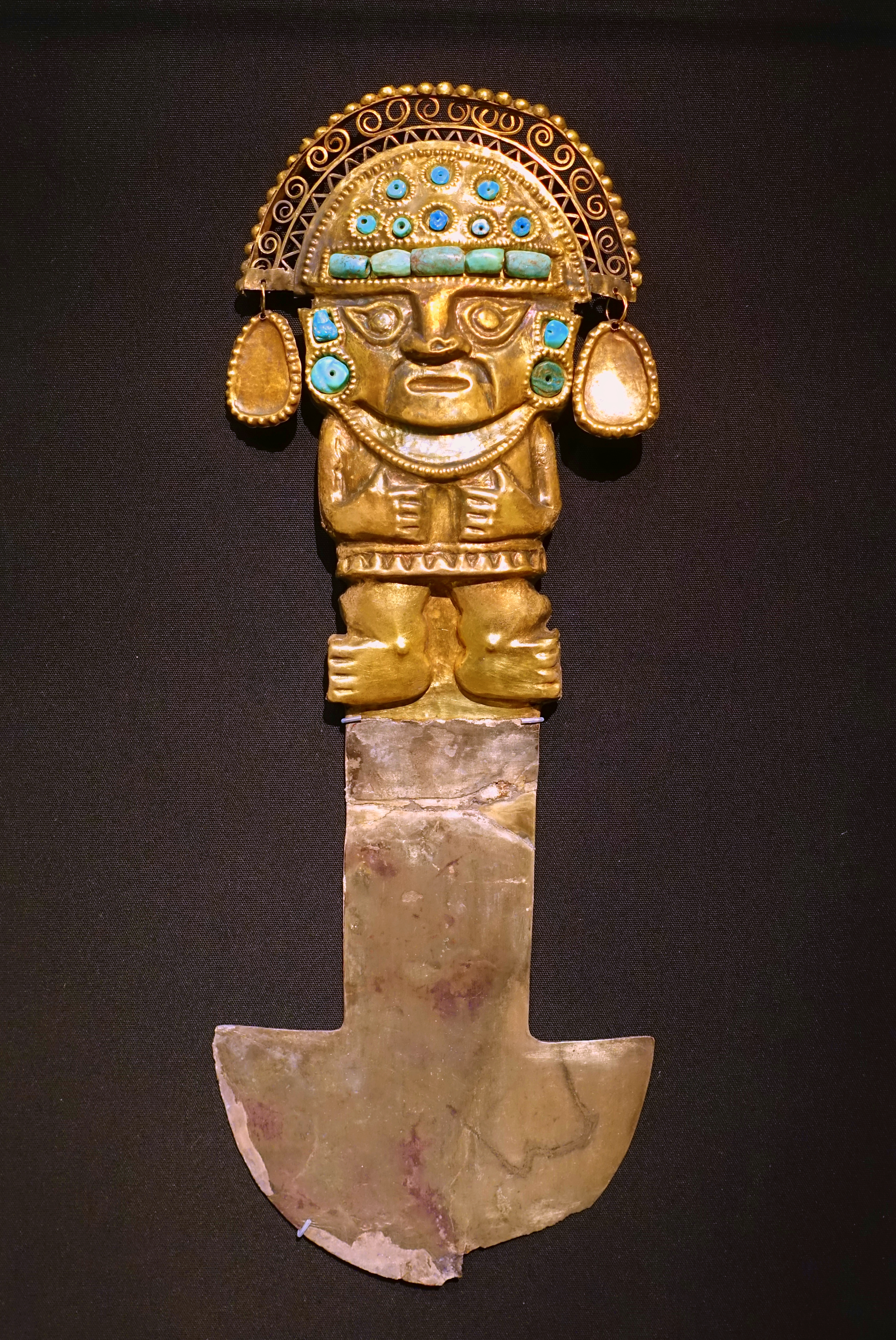
Tumi en el Museo de Arte de Dallas, Texas, Estados Unidos.
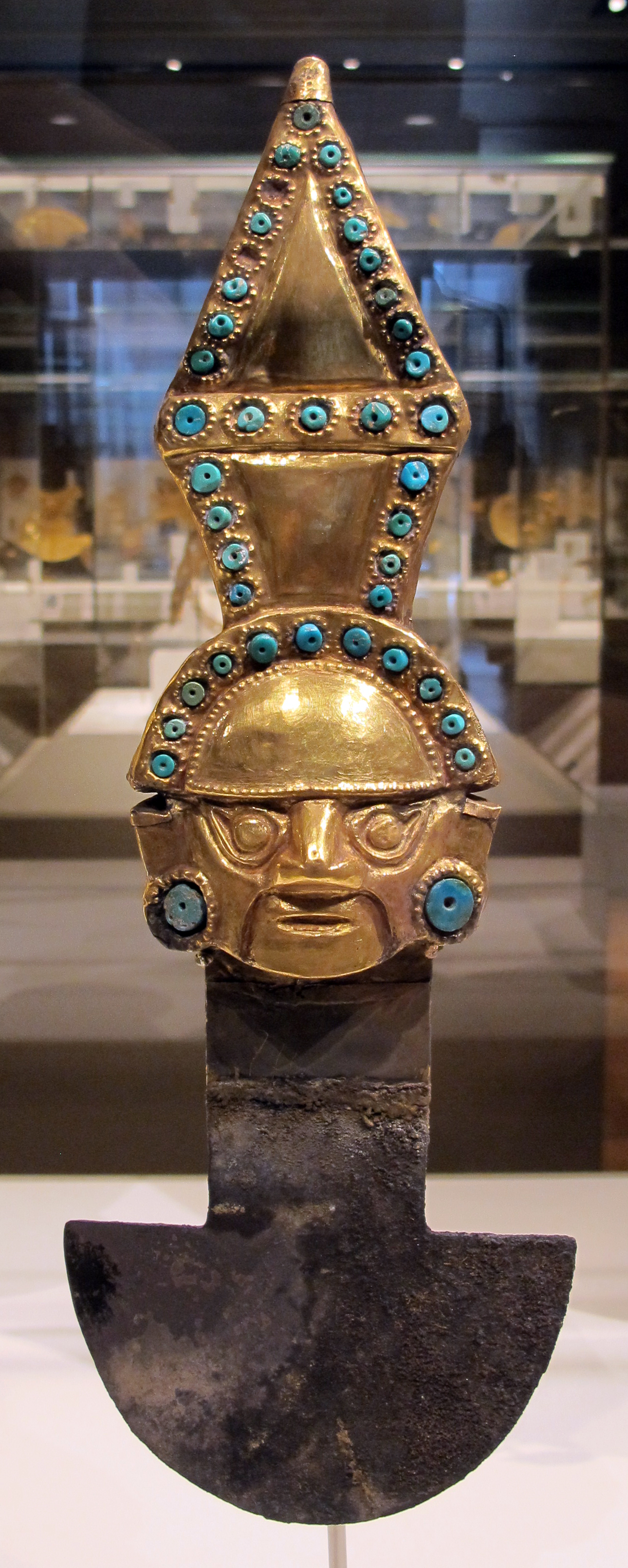
Sicán (Lambayeque), cuchillo ceremonial, siglos IX–XI, oro repujado, plata y turquesa
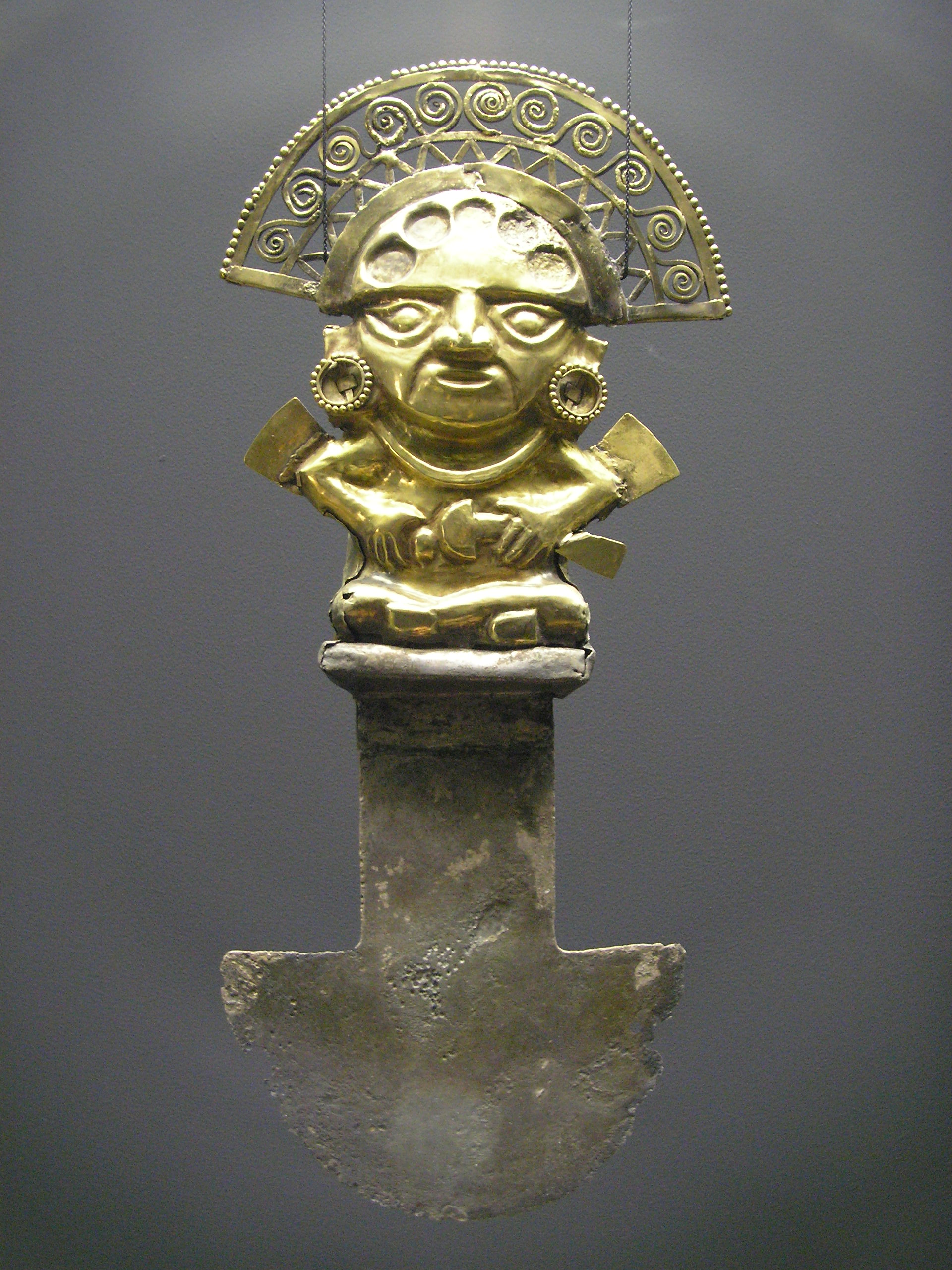
Este tumi originalmente en los lóbulos de las orejas tenía incrustaciones de turquesa. La parte posterior está decorada con pan de oro en forma de lágrima.

#### Máscaras

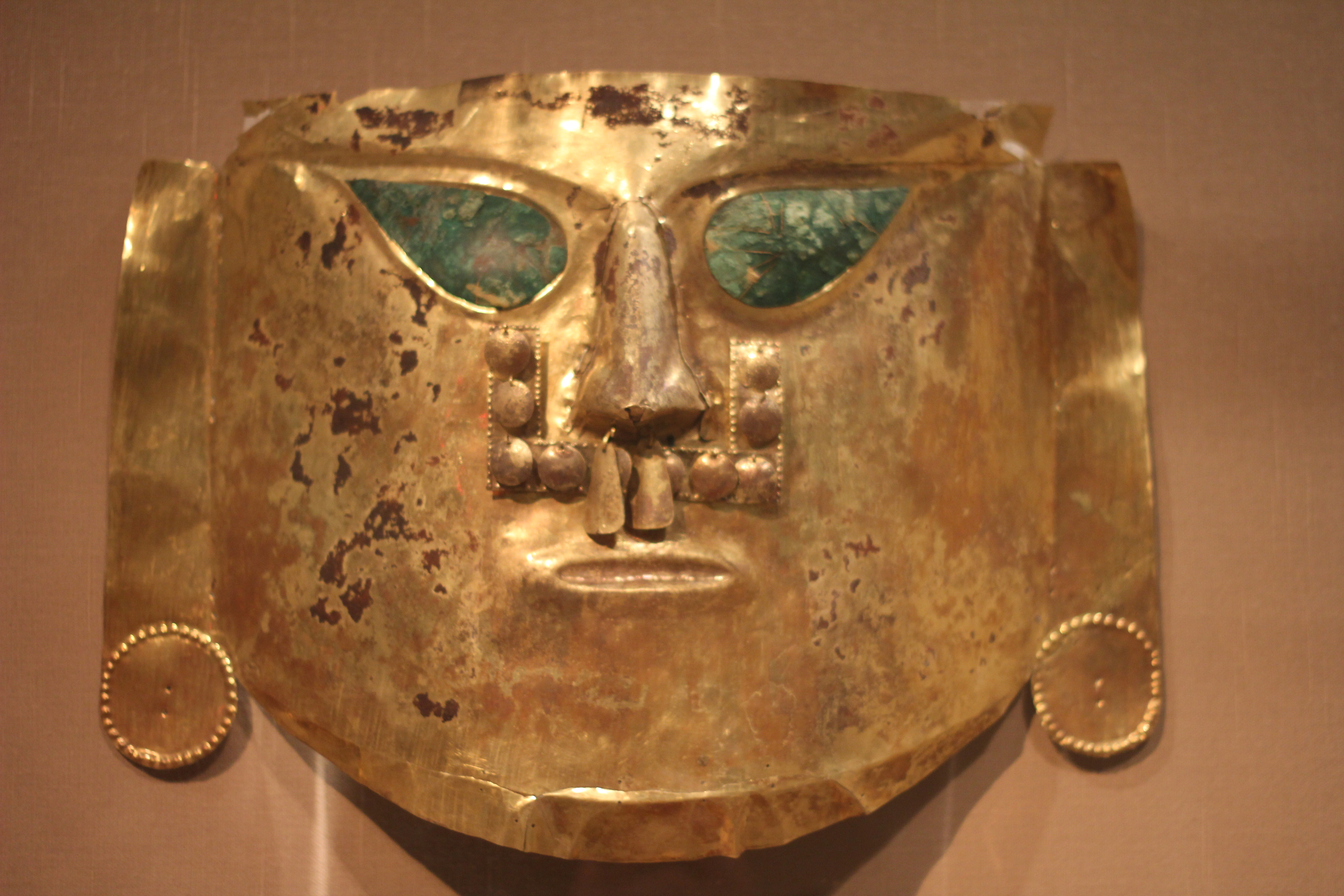
Máscara ceremonial, Perú, Costa Norte, valle de La Leche, región de Batán Grande, cultura de Sicán, 900–1100 d. C. Museo de Arte de Dallas.
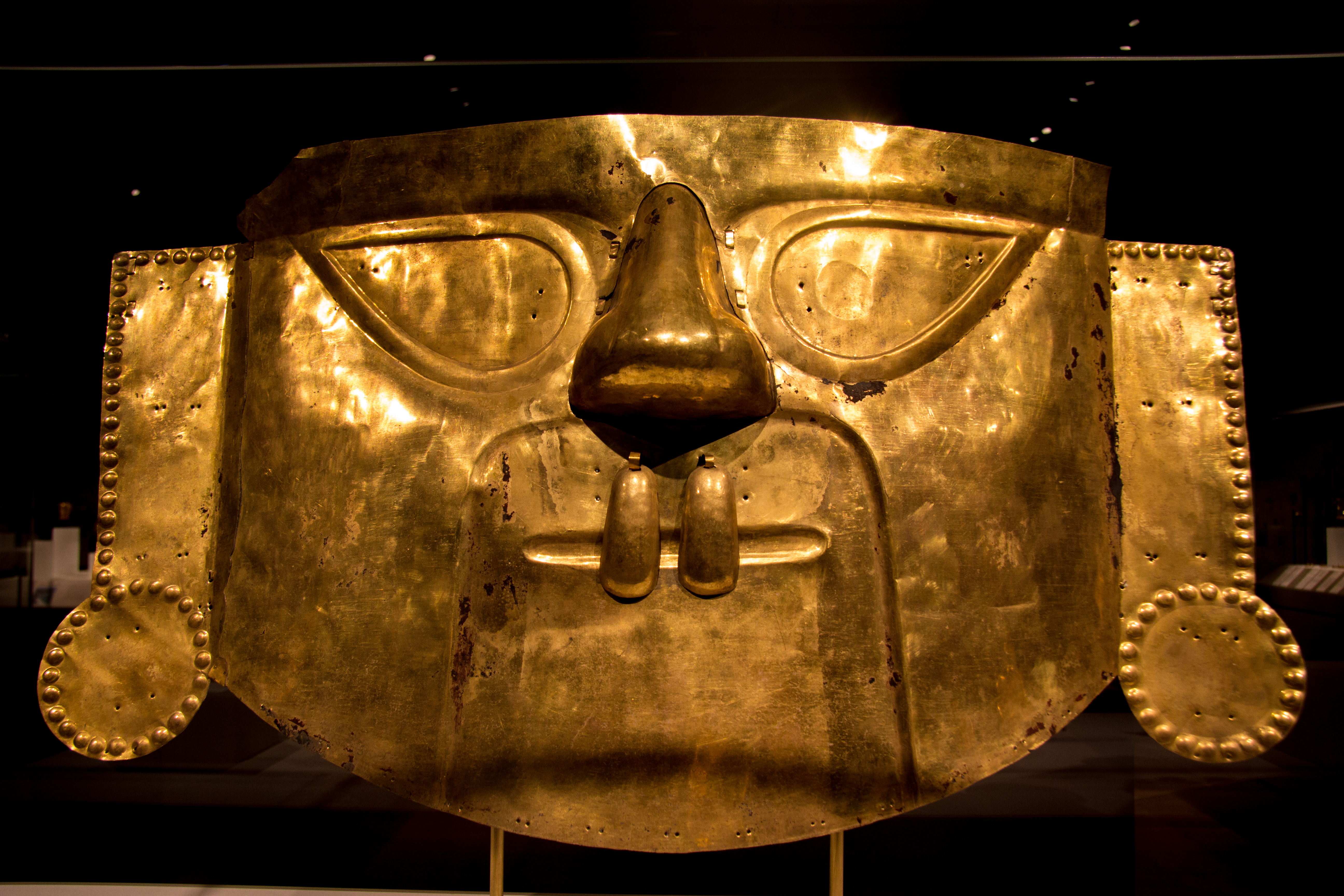
Máscara de oro en Perú, Museo Metropolitano.
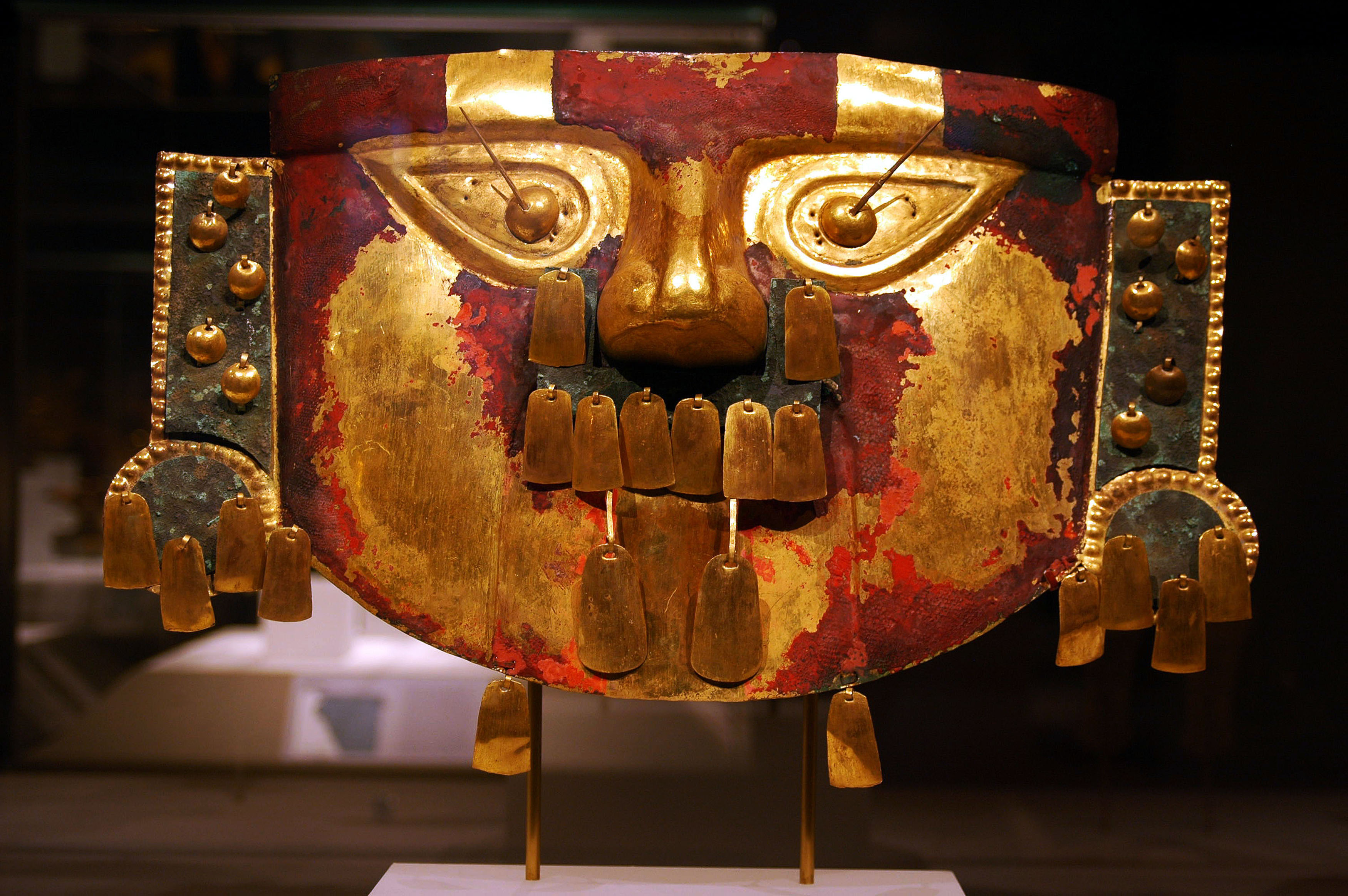
Máscara funeraria lambayeque (Museo de Sicán).
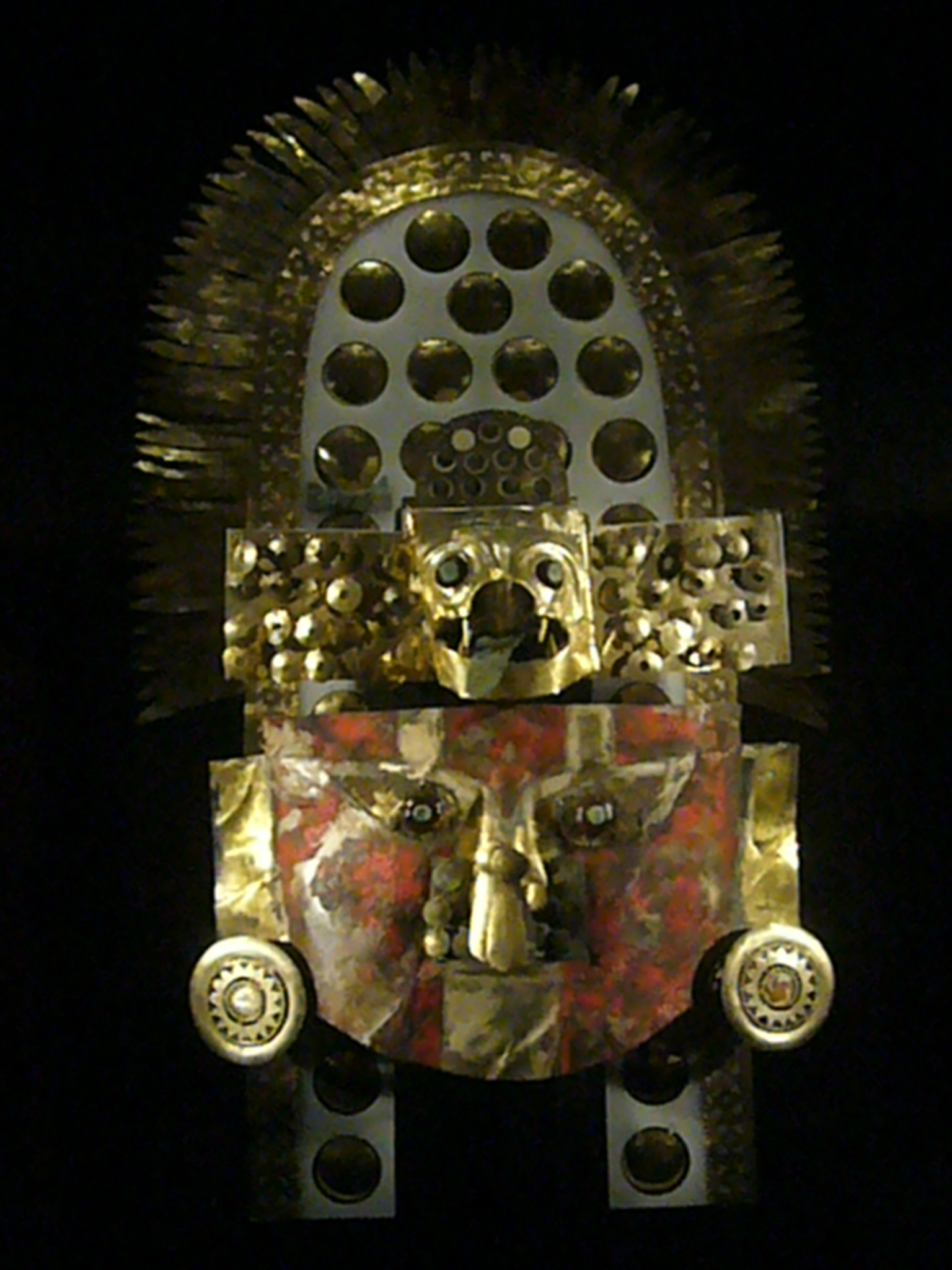
Máscara en el Museo Nacional Sicán.
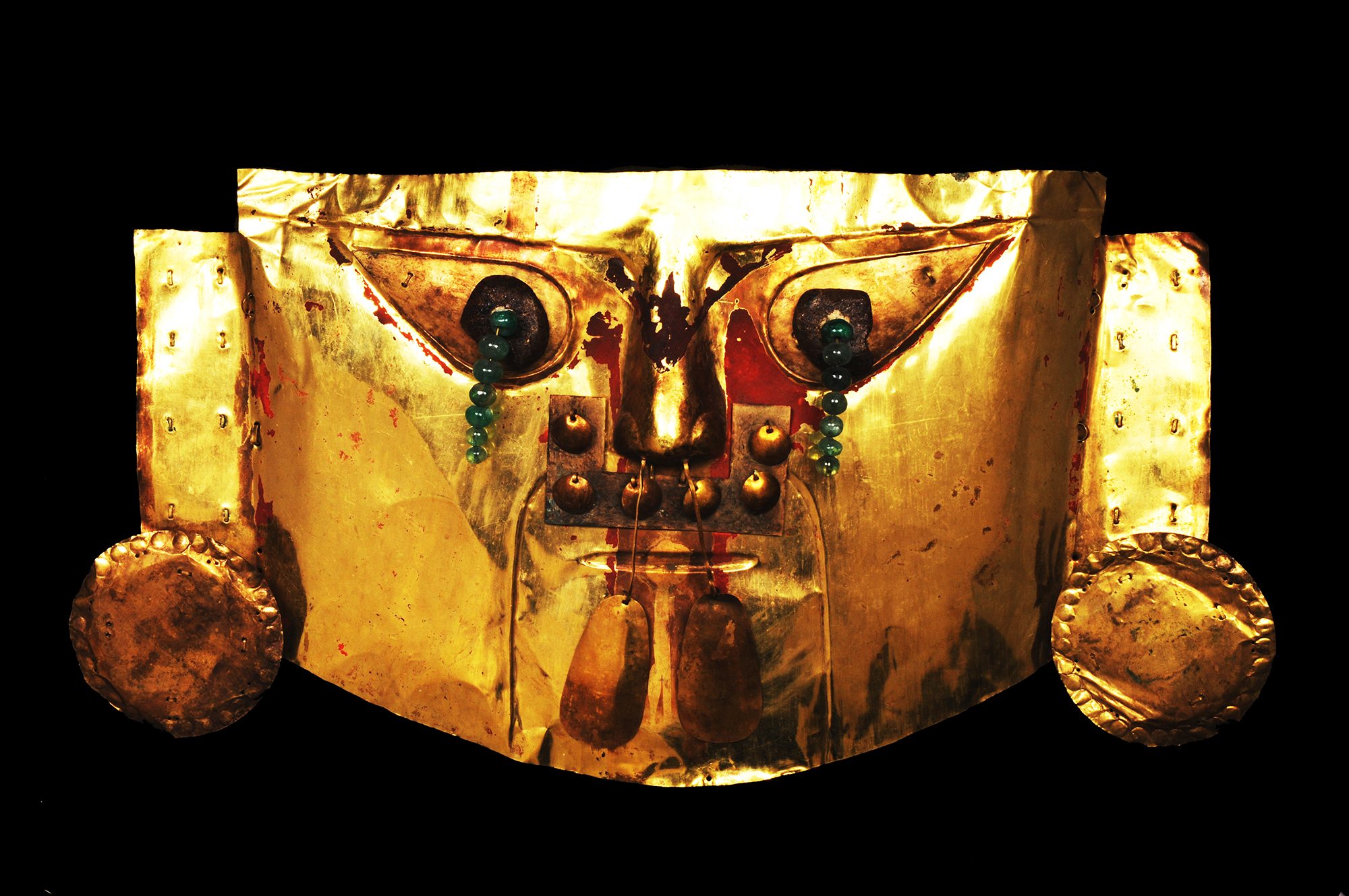
Máscara de la cultura de Sicán (750–1375 d. C.).
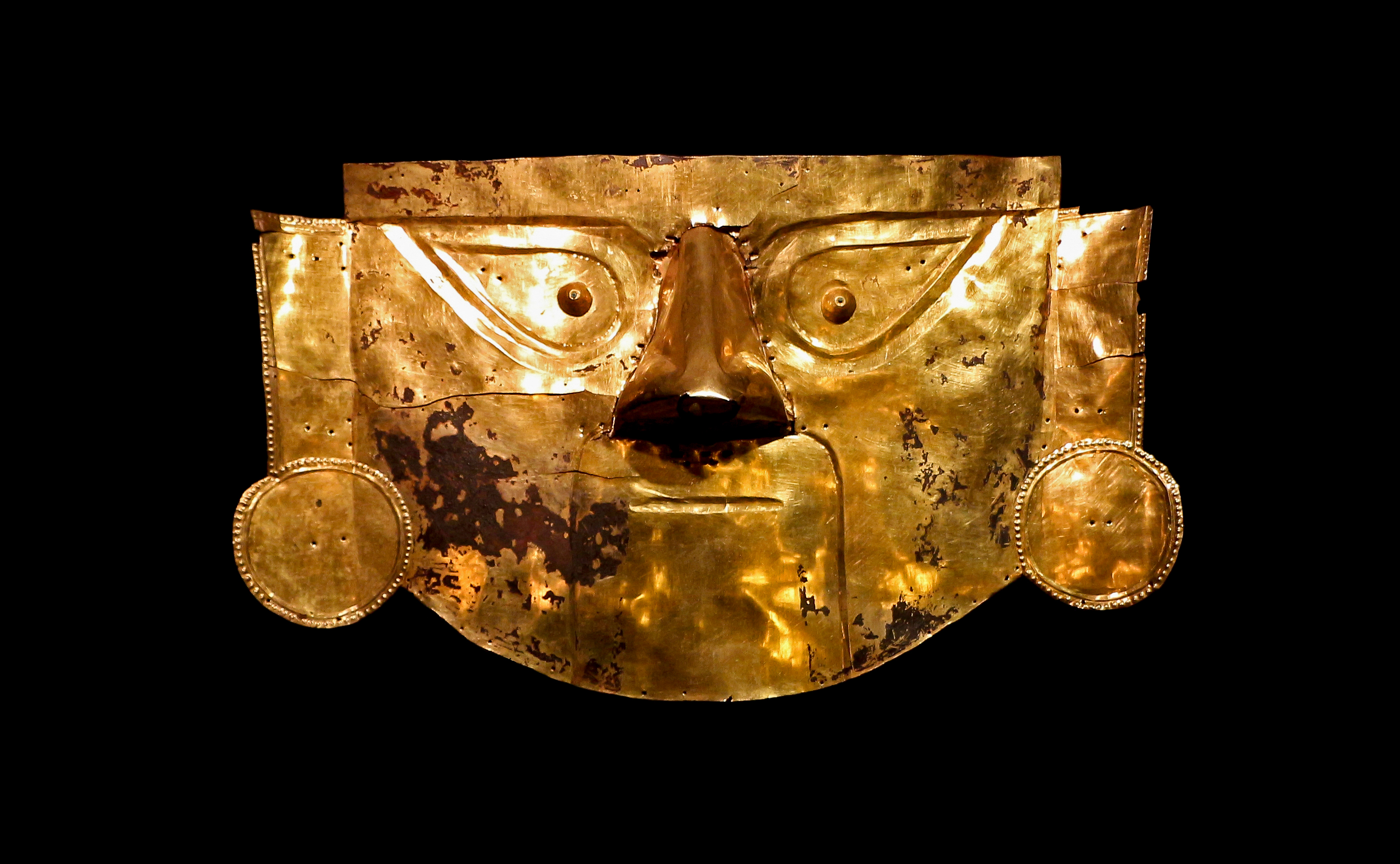
Máscara de oro de Lambayeque (Sicán), Museo Brüning, Lambayeque, Perú.
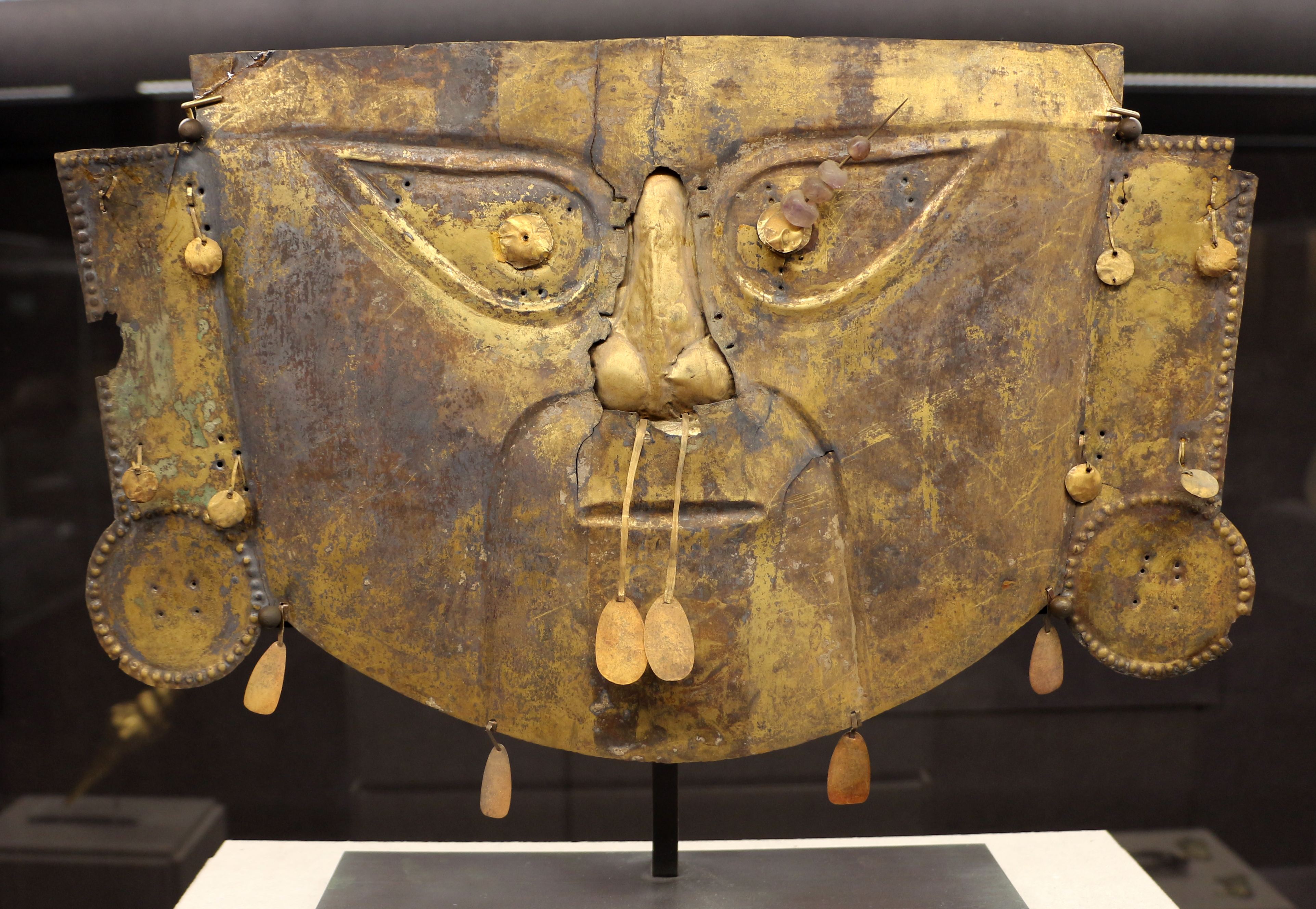
Lambayeque (Perú), máscara de cobre cubierta con lámina de oro, ca. 1200 d. C.

#### Vasos

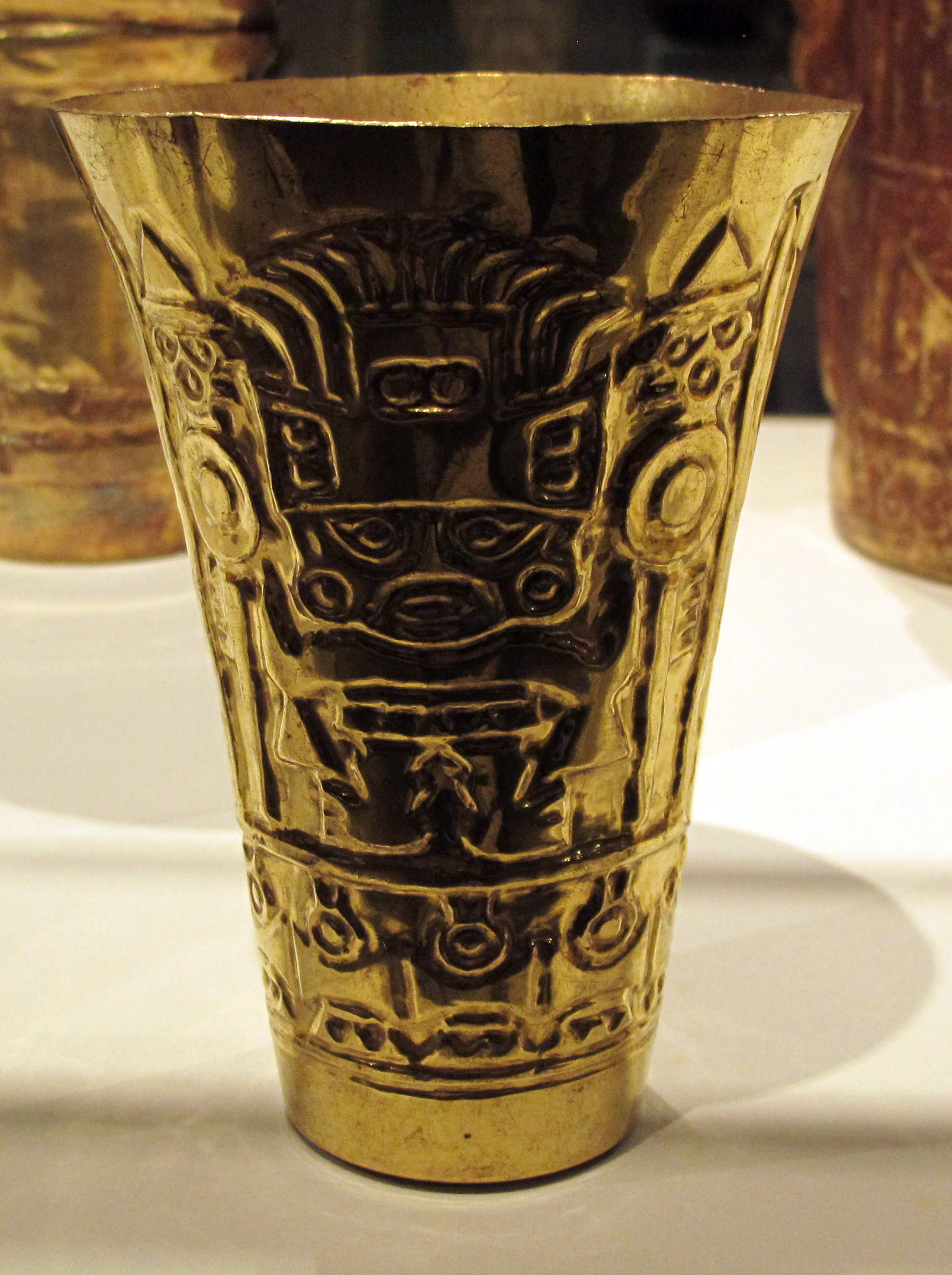
Perú, Sicán (Lambayeque), siglos IX–XI, vaso hecho en oro repujado.
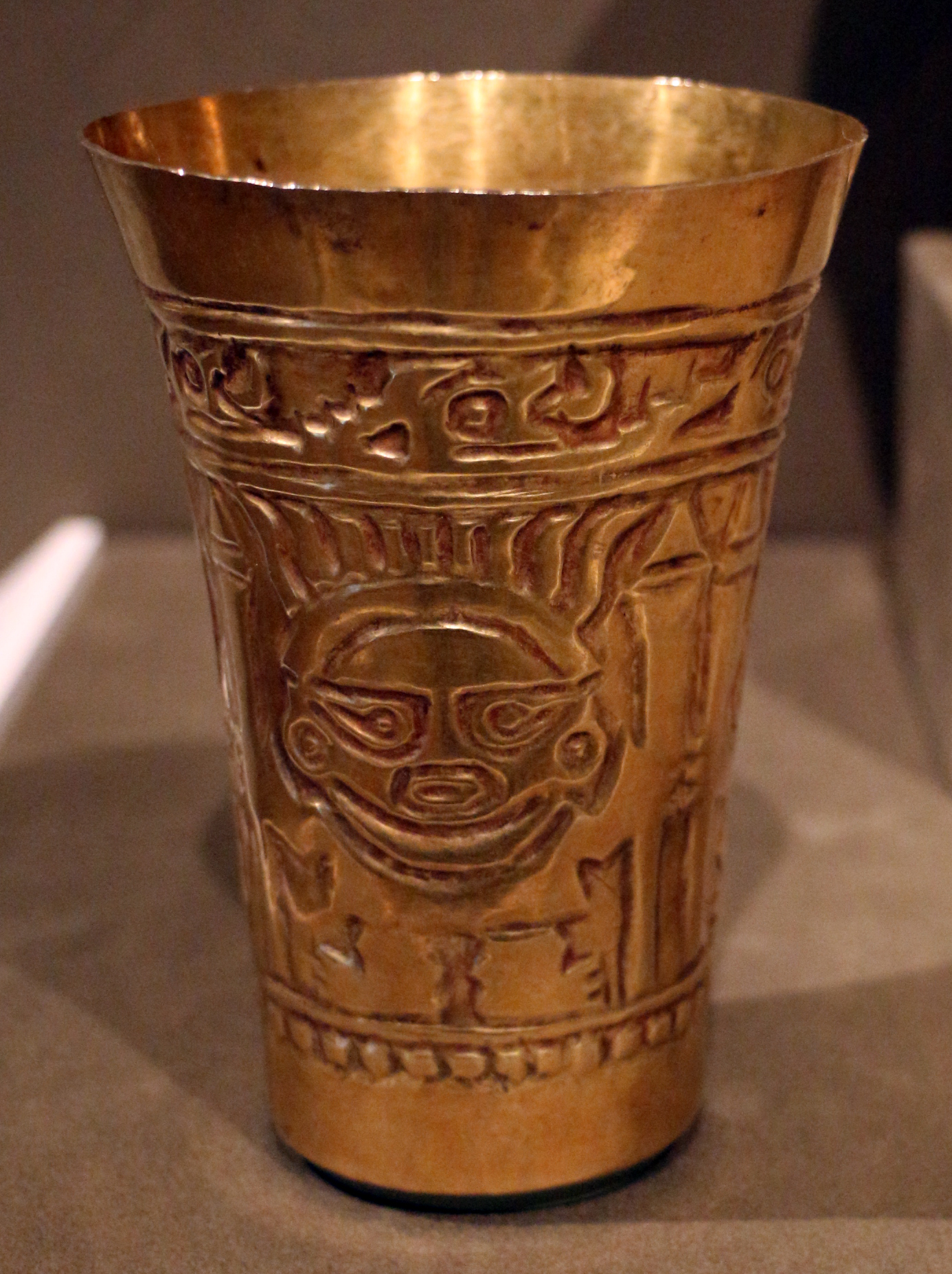
Lambayeque (Sicán), vaso de oro.
Vaso de oro, 1983–1989, Museo de Arte de Cleveland.
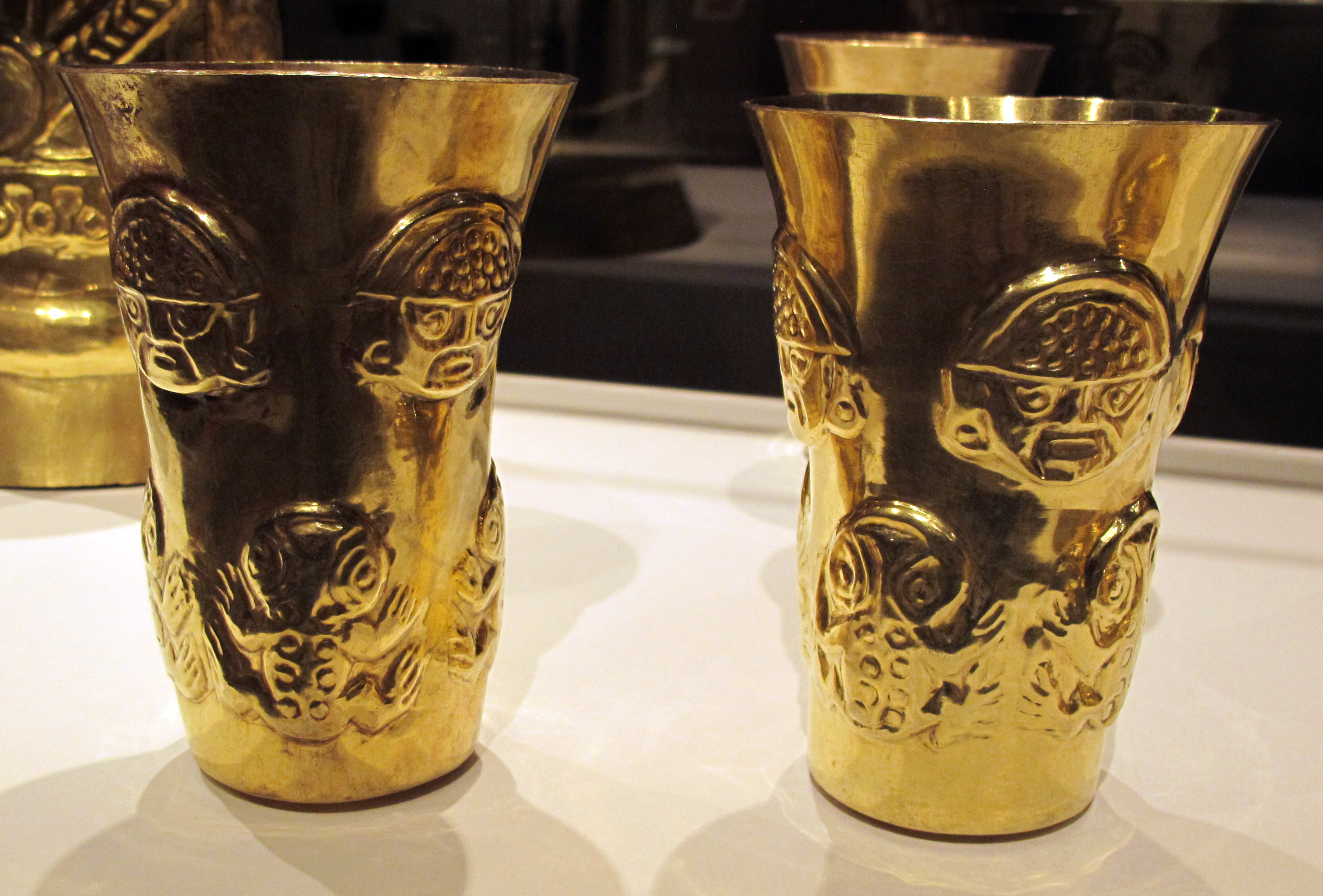
Lambayeque, Sicán, vasos con caras y ranas, siglos IX–XI, oro repujado.

#### Otras piezas

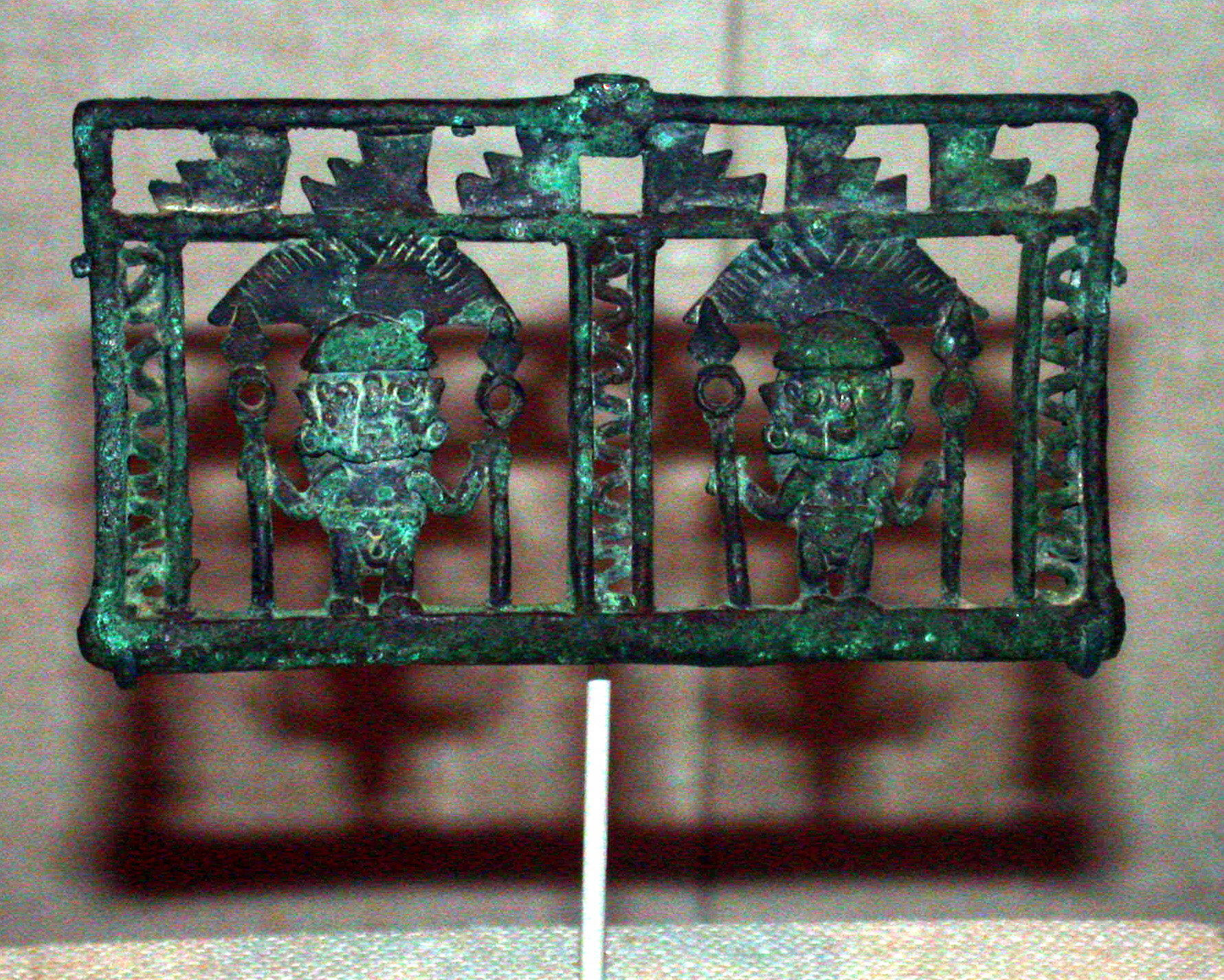
Vigas de equilibrio de dos escalas.
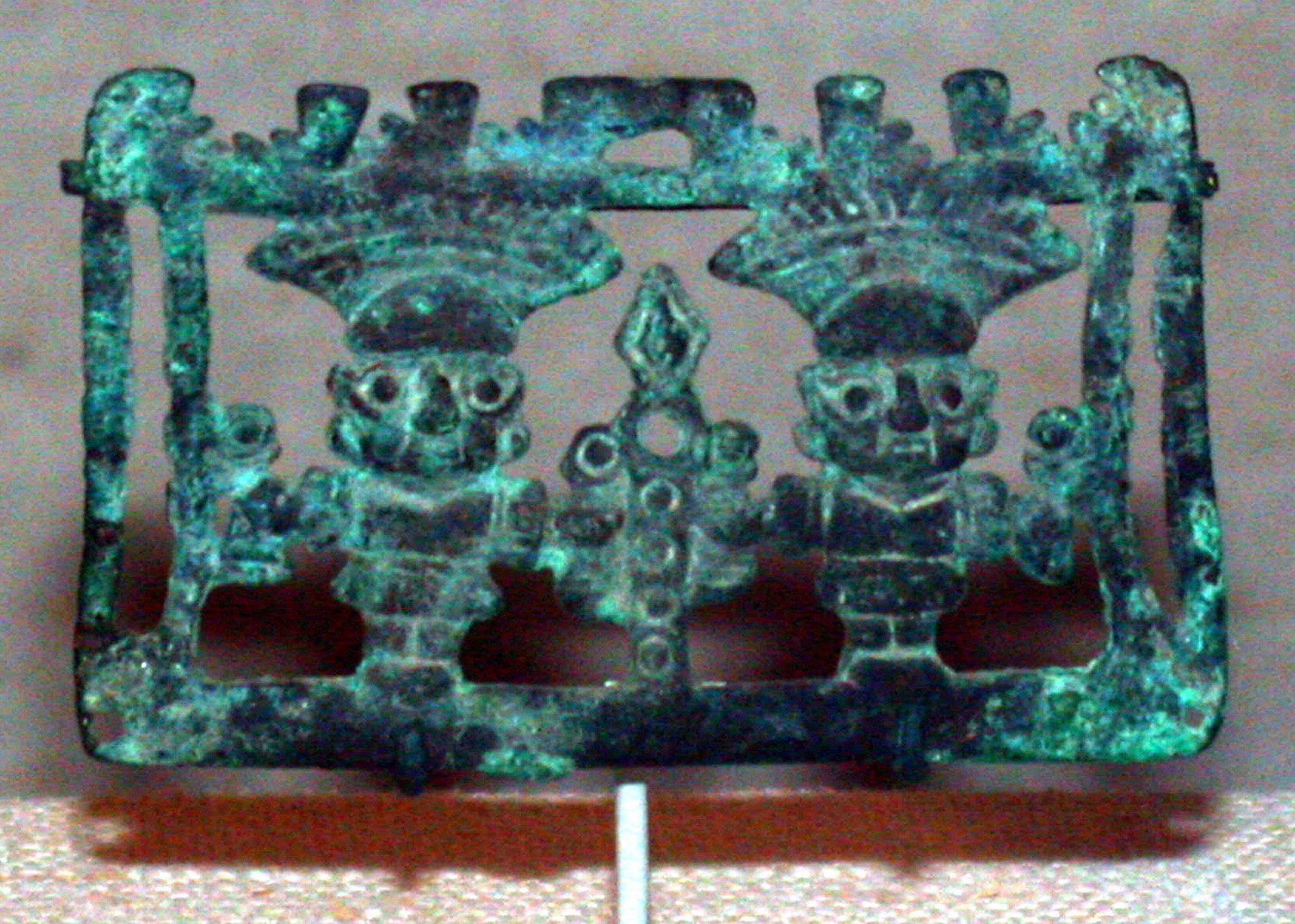
Lambayeque (Sicán), balanza de escala, implementos metálicos.

### Representaciones modernas

#### Heráldica

Escudo de la región de Lambayeque
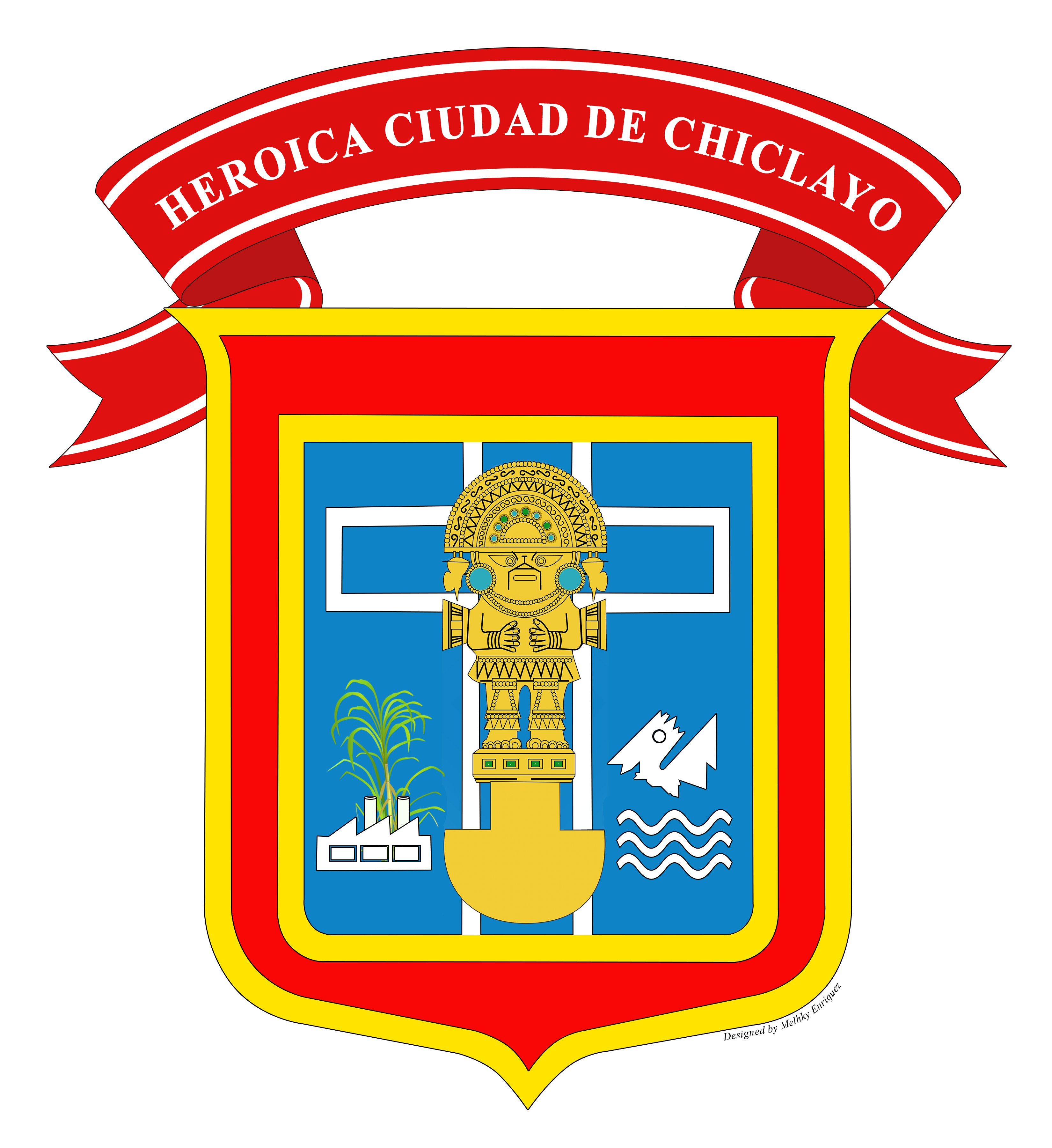
Escudo de armas la ciudad de Chiclayo
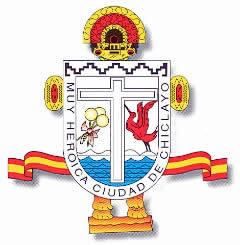
Escudo de Chiclayo
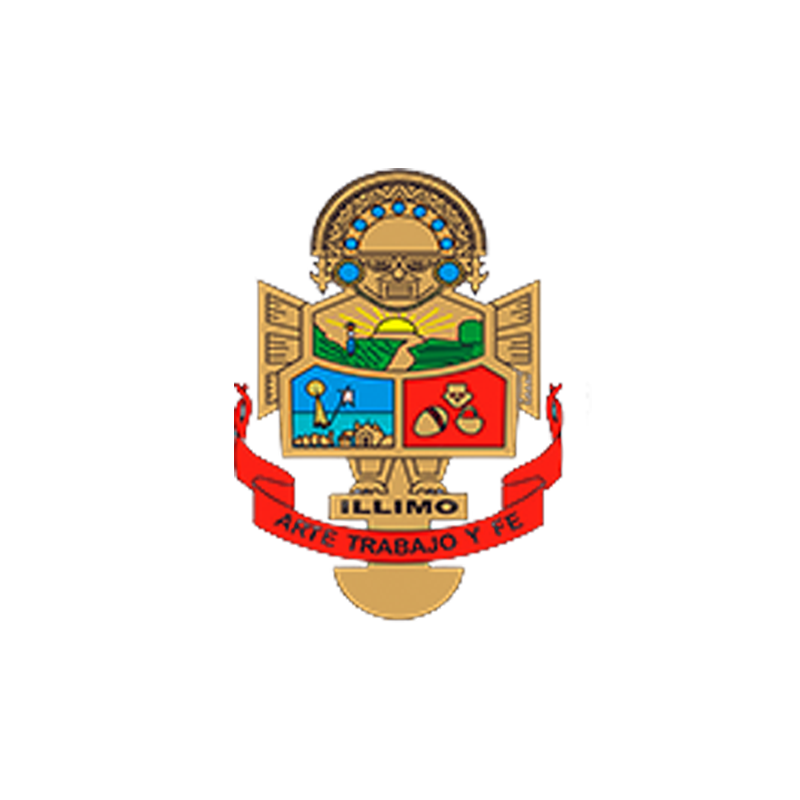
Escudo de Íllimo
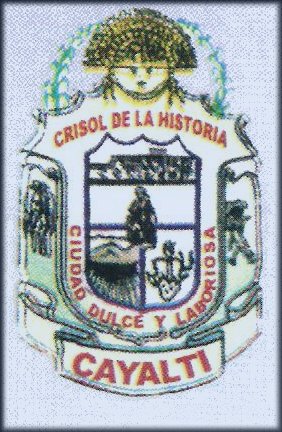
Escudo de Cayaltí
Escudo oficial de la ciudad de Monsefú
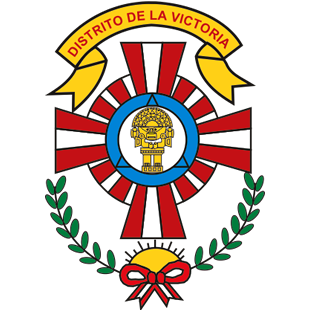
Escudo del distrito de La Victoria
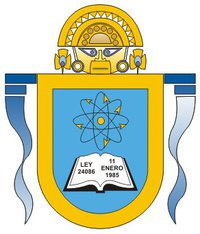
Escudo de la Universidad de Chiclayo

#### Esculturas

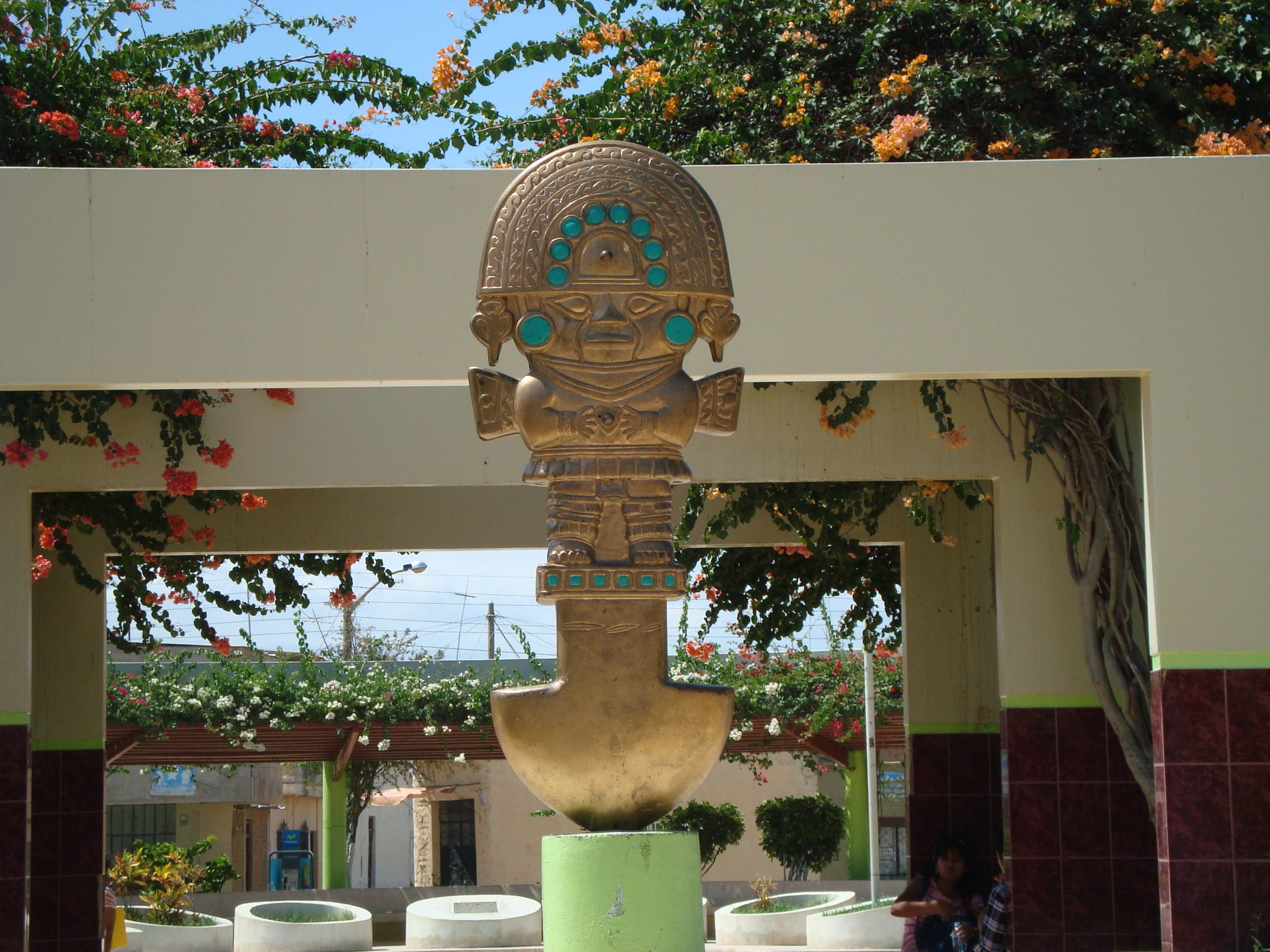
Escultura del tumi lambayeque en la plaza principal de la localidad de Íllimo
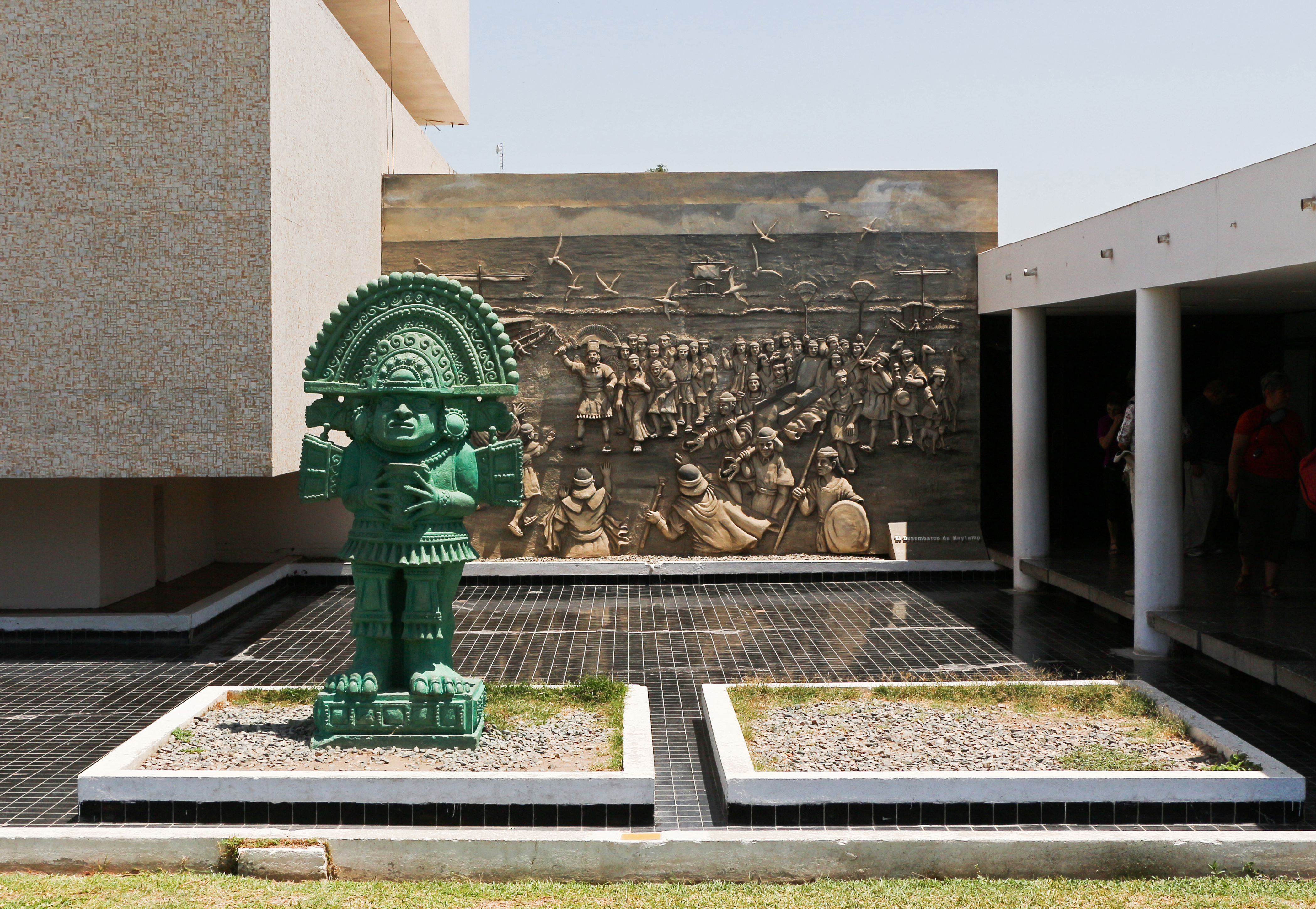
Museo Brüning, en Lambayeque
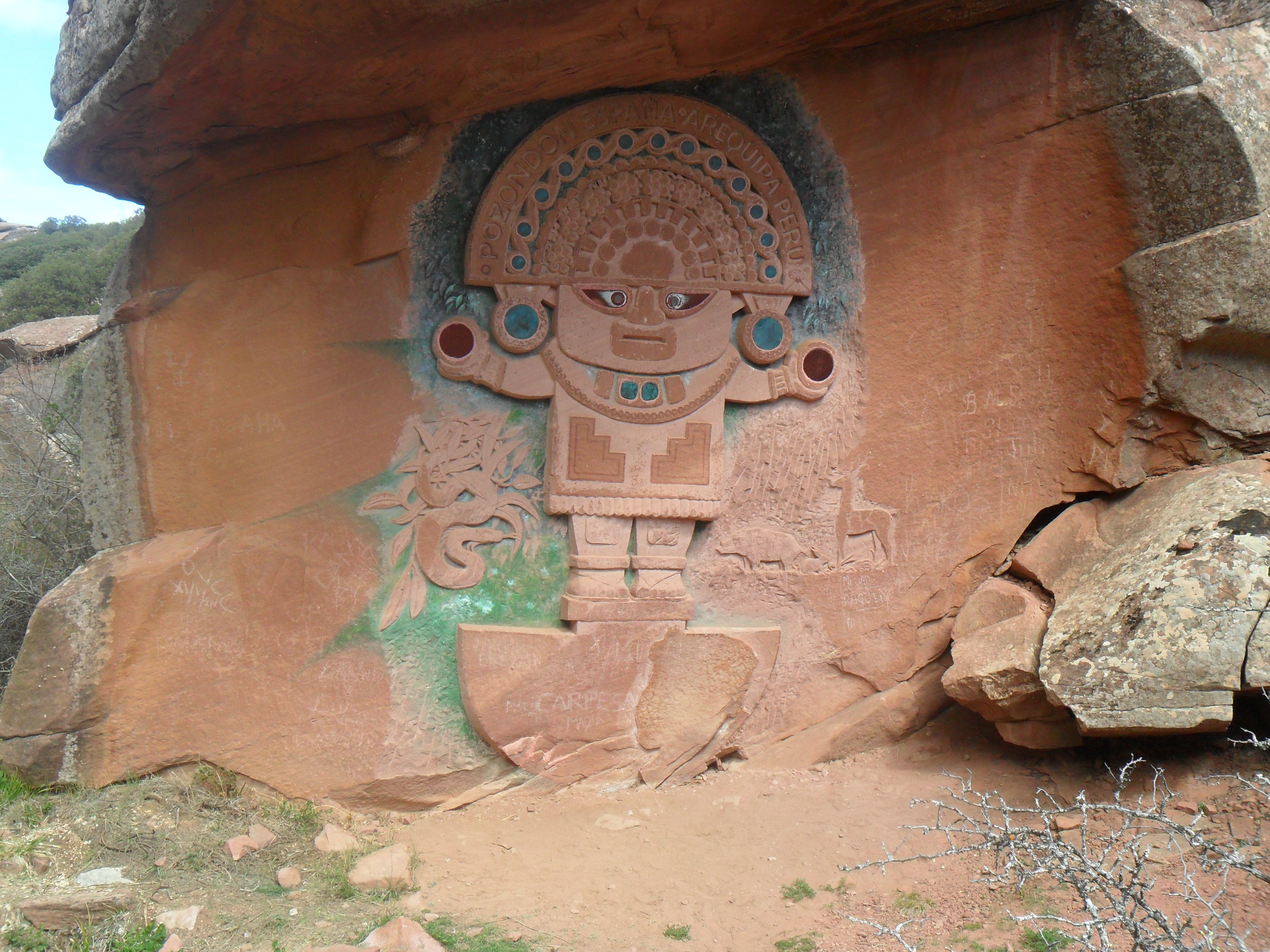
Tumi tallado en una roca de siete metros de altura en: Pozondón, Teruel, España

#### Trofeos

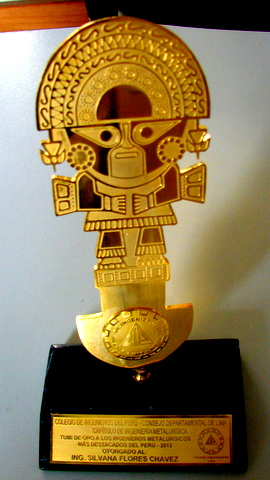
Trofeo con un tumi de oro como reconocimiento al mejor metalurgista del 2013, por aportar al desarrollo de la ingeniería, la ciencia y tecnología del «tratamiento de descontaminación de activos y pasivos ambientales mineros: relaves y efluentes minero-metalúrgicos».

#### Sellos postales

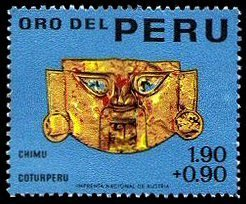
Sello del Perú, 1966, máscara decorada
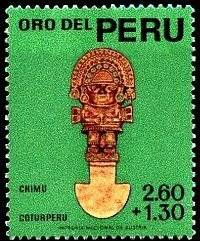
Sello del Perú, 1966, cuchillo ceremonial
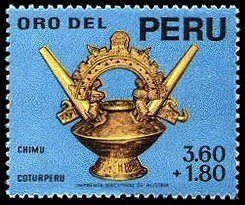
Sello del Perú, 1966, jarra con la parte superior un rostro típico Ñaimlap.

#### Música
- En el himno de Chiclayo se menciona a Chiclayo como «Hija ilustre del bravo Naylamp».[15]

## Precesión y sucesión
| Predecesor: - | Ñaimlap Cacique de Lambayeque 750 d.c. | Sucesor: Cium |